# Pseudolambrus bato
Pseudolambrus bato is een krabbensoort uit de familie van de Parthenopidae. De wetenschappelijke naam van de soort is voor het eerst geldig gepubliceerd in 2008 door S. H. Tan.